# Société littéraire du nouveau Japon
La Société littéraire du nouveau Japon (新日本文学会), Shin Nihon Bungakukai) est une association d'écrivains japonais active de 1945 à 2005.

## Chronique

### Création
Quand la Guerre du Pacifique s'achève par la défaite du Japon en 1945, un mouvement littéraire est créé qui cherche un nouveau principe directeur pour la littérature japonaise ainsi que des auteurs de l'ancienne littérature prolétarienne dont l'expression a été censurée pendant la guerre. Il est clair que ce mouvement a besoin de sa propre organisation et des auteurs tels que Korehito Kurahara, Shigeharu Nakano et Yuriko Miyamoto appellent à participer à un nouveau groupe littéraire. En décembre 1945 se tient la réunion inaugurale de la « Société littéraire du nouveau Japon ». Parce que les fondateurs n'ont choisi que des écrivains qui n'ont pas soutenu la guerre d'agression, la recherche de la responsabilité de la guerre qui se fait au milieu des années 1950 amène certains de ces fondateurs à être eux-mêmes critiqués pour leur attitude pendant la guerre.

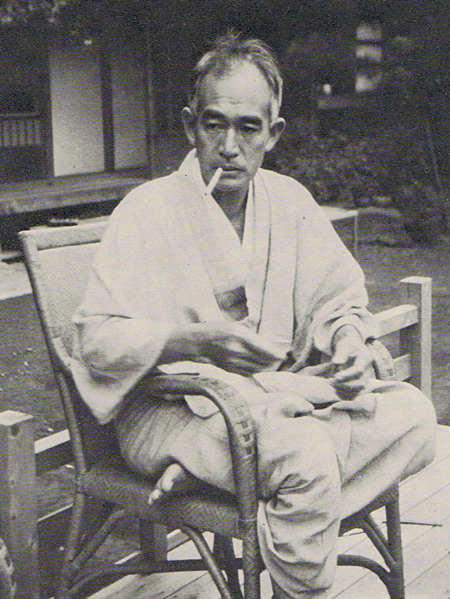
Shiga Naoya

Il existe à l'origine des liens entre de nombreux écrivains comme Shiga Naoya ou Yaeko Nogami qui sont identifiés comme membres de soutien, mais entre Shiga Naoya et Shigeharu Nakano naissent des désaccords, par exemple en ce qui concerne la situation de l'empereur (tennō), ce qui a pour conséquence que Shiga retire son soutien et la société littéraire n'est pas établie en tant qu'organisation car il n'est pas possible d'y obtenir une large base d'adhésion.
La Société édite la revue littéraire Shin Nihon Bungaku (新日本文学), « La littérature de nouveau Japon »). L'article Utagoe yo! Okore (歌声よ、おこれ), « Voix, faites-vous entendre ») de Yuriko Miyamoto publié dans le premier numéro appelle à la création d'une nouvelle « littérature démocratique » contrairement à la littérature qui s'est retirée (?) pendant la guerre. Puis l'humeur du mouvement ouvrier d'après-guerre s'améliore et de nouveaux auteurs intègrent la Société littéraire tels que Hiroshi Noma, témoin du mouvement étudiant contre la guerre, ou Kiyoshi Ozawa, qui vient de la classe ouvrière. Par ailleurs, la Société travaille également avec des auteurs comme Ken Hirano, Shūgo Honda ou Hideo Odakiri du magazine Kindai Bungaku (近代文学), « Littérature moderne »).

### Conflits de directions
En 1950, la Société est influencée par ce qu'on appelle le « problème des années 1950 » qui entraîne la scission du parti communiste japonais en raison de sa direction politique. Sunao Tokunaga publie la revue Jinmin Bungaku (人民文学), « Littérature populaire », à laquelle participent entre autres les écrivains Noma Hiroshi ou Abe Kōbō. La parution du Jinmin Bungaku est bientôt suspendue et ses membres retournent à la Société littéraire ; mais parce que l'ancienne faction Shokan du P.C (fraction « Tokuda Kyūichi ») est intervenue dans cet épisode, naît au sein de la Société un groupe qui veut éliminer l'influence du parti communiste et exercer lui-même une grande influence sur la gestion.
De plus en plus de membres introduisent dans la Société des divergences d'opinion en conjonction avec l'interférence du Parti communiste. Par exemple, le licenciement en 1954 de Kiyoteru Hanada, rédacteur en chef du Shin Nihon Bungaku en raison d'incompétence financière, associé à la lutte en cours à l'intérieur du magazine entre Kyojin Ōnishi, qui joue un rôle important dans le financement et l'organisation de la Société, et Kenji Miyamoto - mari de Yuriko Miyamoto décédée en 1951 - de la fraction Kokusai du P.C et lui-même critique littéraire, est considéré comme une immixtion du Parti dans la Société. Peu à peu, la majorité de la Société adopte cette interprétation et la confrontation avec le Parti communiste devient violente. Par ailleurs, en relation avec les protestations Anpo de 1960 et le nouveau programme politique du parti communiste en 1961, les différences entre la majorité de la Société littéraire et le parti communiste dirigé par Miyamoto Kenji sont évidentes.

### Rupture avec le parti communiste
La rupture définitive avec le parti communiste a lieu avant la 11e assemblée générale de la Société littéraire (1964). Dans un rapport, son secrétaire général Teruo Takei présente à la Société un projet d'approbation de la ratification du Traité d'interdiction partielle des essais nucléaires qui est alors au centre du débat politique japonais. En outre, Yukio Kurihara lui succède dans la revue Shin Nihon Bungaku et appelle à la confrontation avec la principale faction du Parti communiste qui s'oppose au traité. Pour le Parti lui-même existe un sérieux problème d'unité en relation avec l'exclusion de Yoshio Shiga (qui fonde plus tard le groupe « Nihon no Koe »), problème en relation avec l'accord sur la ratification et aucun compromis n'est finalement possible.
En conséquence, Kan Eguchi, Seiji Shimota et Nishino Tatsukichi qui, au cours de l'Assemblée générale, ont déposé une motion contre le rapport du conseil d'administration, quittent la Société, ainsi que Takashi Tsuda, qui a publiquement critiqué sa ligne politique après l'assemblée générale et rompu la relation avec le P.C. En conséquence, la Société littéraire se transforme en un groupe critique du parti communiste. L'année suivante, les exclus fondent le Nihon Minshushugi Bungaku Dōmei (« Alliance de la littérature démocratique japonaise ») et se définissent comme adeptes de la littérature démocratique.

### Déclin et dissolution
Après la cessation de la relation avec le Parti communiste, la Société littéraire prévoit une collaboration avec les mouvements sociaux de tout le pays et engage des activités internationales comme le développement de l'« Association des écrivains afro-asiatiques ». Mais en raison du départ de Teruo Takei et Kyojin Ōnishi, l'organisation s'affaiblit progressivement. Il est également difficile de publier mensuellement la revue Shin Nihon Bungaku, parfois contrainte à une publication bimestrielle. Le vieillissement de ses membres prévient et empêche la continuation de la Société littéraire dont la baisse de qualité des publications se fait évidente. La Société littéraire est finalement dissoute à la fin de 2005.
Il convient cependant de mentionner le Ōsaka Bungaku Gakkō, (école de littérature d'Osaka) basé à Osaka, organisation indépendante issue de la Société littéraire et de laquelle émergent de nombreux écrivains comme Seiko Tanabe, lauréate du prix Akutagawa de 1963 ainsi que Gengetsu en 1999, tous deux bientôt au centre de la scène littéraire japonaise.

## Source de la traduction
- (de) Cet article est partiellement ou en totalité issu de l’article de Wikipédia en allemand intitulé « Literaturgesellschaft Neues Japan » (voir la liste des auteurs).
- Notices d'autorité :   - VIAF
  - LCCN
  - GND
  - Japon